# گرفهم
گرفهم (به انگلیسی: Graffham) یک روستا و محله مدنی در بریتانیا است که در Chichester واقع شده‌است. گرفهم ۱۱٫۸۱ کیلومتر مربع مساحت و ۵۱۶٫ نفر جمعیت دارد.